# L 417

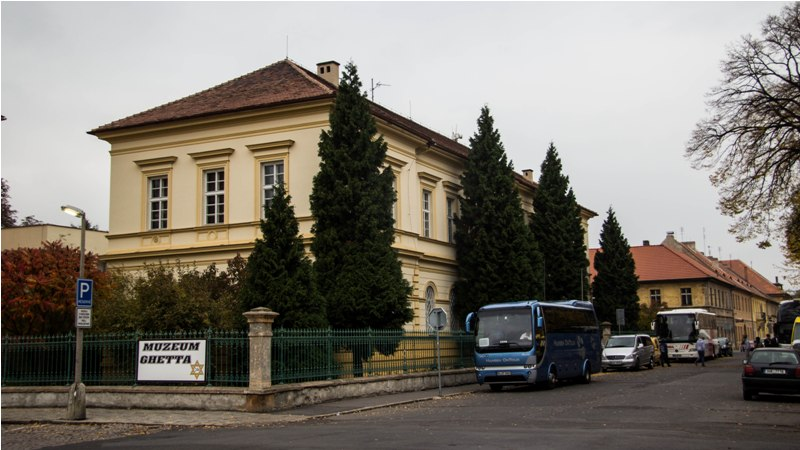
budova L417

L 417 byla bývalá terezínská škola. Když bylo založeno židovské ghetto, sloužila jako domov pro děti do šestnácti let. Vydávaly se zde časopisy jako Rim Rim Rim, Kamarád nebo Domov. Nejznámější dochovaný časopis nese název Vedem, který se vydával na takzvaném domově 1. Byl založen roku 1942 šéfredaktorem Petrem Ginzem. Na L 417 bydleli pouze chlapci (děvčata byla umístěna na domov L410), kteří měli své vychovatele, jako byl třeba Valter Eisinger. Kluci z „jedničky“ založili také vlastní samosprávu jménem Republika Škid. V roce 1944 byla ale většina kluků z domova L 417 deportována do koncentračního vyhlazovacího tábora Auschwitz - Birkenau a přežilo jich jen pár. Hodně z nich zemřelo v plynových komorách. 
Jiří Brady, Marie Rút Křížková a Zdeněk Ornest vydali v roce 1993 knihu pod názvem Je mojí vlastí hradba ghett?, ve které se čtenáři setkají s básněmi, články a písněmi, které napsaly děti z domova. Mezi ty známé, kteří byli vězněni v Terezínském ghettu a zařazeni na domov L417, patří také Hanuš Hachenburg, který psal básně do Vedem, Pavel Lion, redaktor časopisu Rim Rim Rim, nebo Petr Ginz, autor knihy Návštěva z pravěku.